# Norvellina scaber
Norvellina scaber är en insektsart som beskrevs av Henry Fairfield Osborn och Ball 1898. Norvellina scaber ingår i släktet Norvellina och familjen dvärgstritar. Inga underarter finns listade i Catalogue of Life.